# Takehara
Takehara (竹原市, Takehara-shi) est une municipalité ayant le statut de ville dans la préfecture d'Hiroshima, au Japon.

## Géographie

### Situation
Takehara est située au sud de la préfecture d'Hiroshima. Elle est bordée par la mer intérieure de Seto au sud.
L'île d'Ōkuno dépend de Takehara.

### Démographie
En avril 2019, la population de la ville de Takehara était de 25 422 habitants répartis sur une superficie de 118,23 km2.

## Histoire
La ville moderne de Takehara a été officiellement créée le 3 novembre 1958.

## Transports
Takehara est desservie par la ligne Kure de la JR West.
La ville possède un port.

## Jumelage
- Damyang (Corée du Sud)

## Personnalités liées à la ville
- Masataka Taketsuru (1894-1979), homme d'affaires
- Hayato Ikeda (1899-1965), homme d'État, ancien Premier ministre
- Shōgo Hamada (né en 1952), auteur-compositeur, musicien